# Fédération québécoise des professeures et professeurs d'université
Fondée en 1991, la Fédération québécoise des professeures et professeurs d’université (FQPPU) est une organisation syndicale qui unit des syndicats et associations rassemblant des professeures et professeurs d'universités établies au Québec. Elle regroupe 19 syndicats et associations, rassemblant quelque 8 250 membres.

## Histoire
La création de la FQPPU est le résultat du regroupement de la Fédération des associations de professeurs d'université du Québec (FAPUQ) et de l’Intersyndicale des professeurs des universités québécoises (IPUQ), grâce au concours de Marcel Pepin,
ancien président de la CSN devenu professeur au département de relations industrielles de l’Université de Montréal, de Michel Campbell, professeur de théologie à l’Université de Montréal et président de la FAPUQ, et de Roch Denis, président du Syndicat des professeurs et professeures de l'Université du Québec à Montréal (SPUQ). Devant ce qui est perçu comme une dispersion dans le milieu syndical universitaire, la Fédération se constitue comme moyen de générer un meilleur rapport de force pour le corps professoral face aux décisions patronales et gouvernementales.

## Domaine d'activité et d'autorité
Au-delà de la défense et de la promotion des intérêts de ses membres, la FQPPU s'engage à œuvrer au maintien, à la défense, à la promotion et au développement de l’université comme service public. Elle cherche également à défendre une université accessible et de qualité.

## Structure et fonctionnement

### Comité exécutif
Le comité exécutif de la FQPPU est composé de cinq membres :
- Madeleine Pastinelli, présidente
- Finn Makela, vice-président
- Cathy Vaillancourt, secrétaire
- Érick Chamberland, trésorier
- Sonia El Euch, conseillère

### Syndicats et associations représentés
La FQPPU regroupe 19 syndicats et associations :
- L'Association des ingénieurs-professeurs des sciences appliquées de l’Université de Sherbrooke
- L'Association mcgillienne des professeur.e.s de droit / Association of McGill Professors of Law
- Association mcgillienne des professeur.eure.aire.s d’éducation / Association of McGill Professors of Education
- Association mcgilloise des professeur.e.s de l’école d’éducation permanente / Association of McGill Academic Staff of the School of Continuing Studies
- Association mcgilloise des professeur·e·s de la Faculté des arts / Association of McGill Professors of the Faculty of Arts
- L'Association des Professeur(e)s et Bibliothécaires de McGill / McGill Association of University Teachers
- L'Association des professeurs/seures de Bishop’s University / Association of Professors of Bishop’s University
- L'Association des professeurs(es) des collèges militaires du Canada
- L'Association des professeurs de l’École Polytechnique de Montréal
- L'Association des professeures et professeurs de l’École nationale de l’administration publique
- L'Association des professeurs de l’Université Concordia / Concordia University Faculty Association
- Le Syndicat général des professeures et professeurs de l’Université de Montréal
- Le Syndicat des professeurs/es de l’Institut national de la recherche scientifique
- Le Syndicat des professeures et des professeurs de la Télé-université
- Le Syndicat des professeures et professeurs de l’Université du Québec à Chicoutimi
- Le Syndicat des professeurs et des professeures de l’Université du Québec à Rimouski
- Le Syndicat des professeurs et des professeures de l’Université du Québec à Trois-Rivières
- Le Syndicat des professeures et professeurs de l’Université de Sherbrooke
- Le Syndicat de professeurs et professeures de l’Université Laval
- Le Syndicat des professeurs et professeures de l’Université du Québec à Montréal
- Le Syndicat des professeures et professeurs de l’Université du Québec en Abitibi-Témiscamingue
- Le Syndicat des professeures et professeurs de l’Université du Québec en Outaouais